# Reconstruction Era National Historical Park

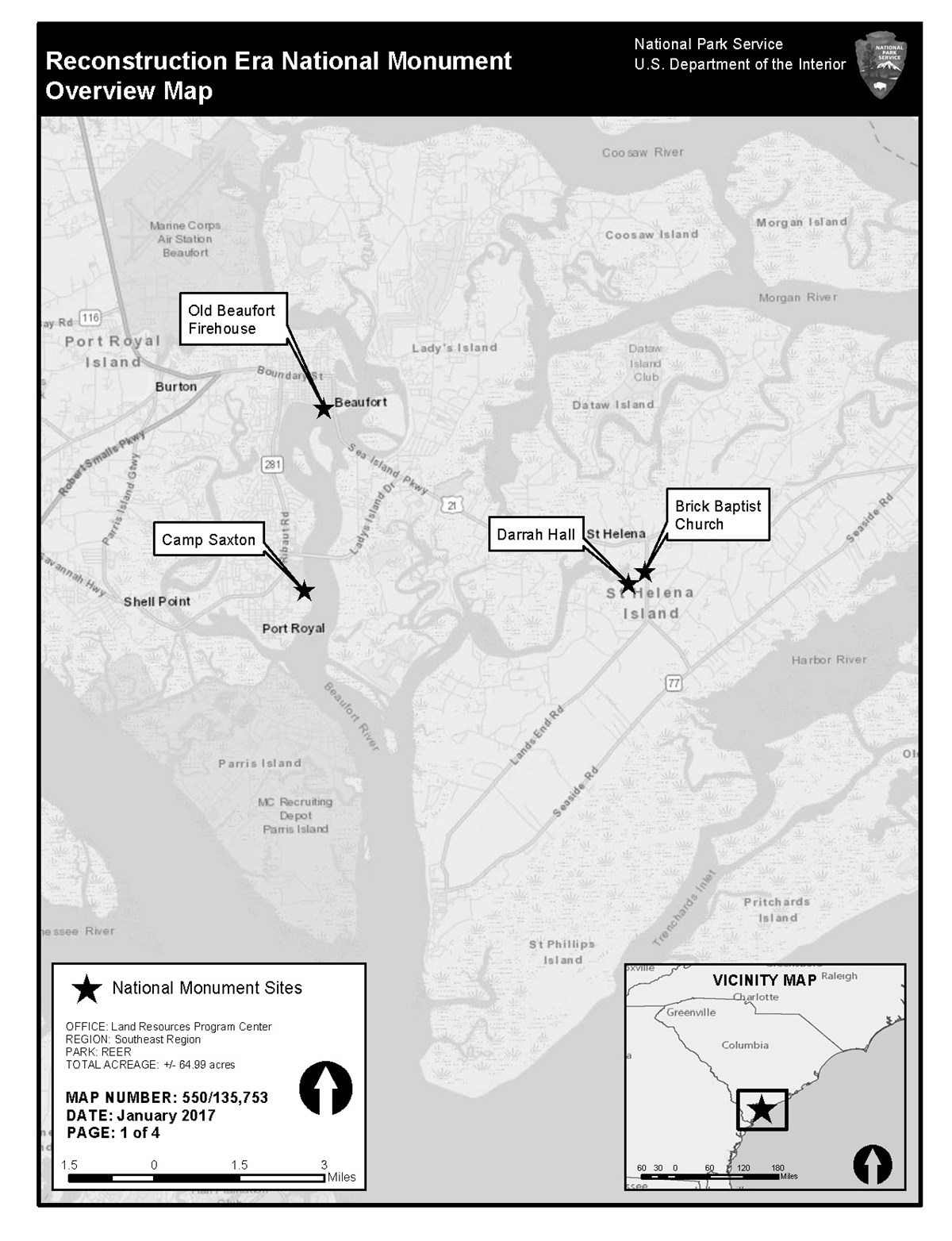
Übersichtskarte mit Lage der Teilflächen

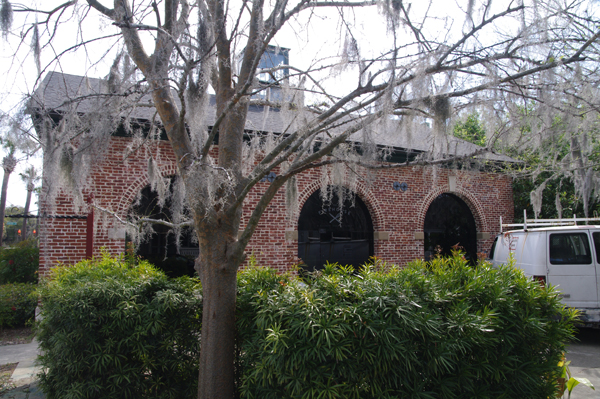
Old Beaufort Firehouse Teil des Historical Parks und Visitor Center

Der Reconstruction Era National Historical Park ist ein US-amerikanischer National Historical Park im Beaufort County im Süden von South Carolina. Er erinnert an Reconstruction von 1861 bis 1877. Der National Historical Park wurde am 12. März 2019 mit Unterzeichnung des Gesetzes The John D. Dingell, Jr. Conservation, Management, and Recreation Act durch Präsident Donald Trump gegründet. Am 12. Januar 2017 hatte Präsident Barack Obama durch eine Presidential Proclamation dort ein National Monument mit Namen Reconstruction Era National Monument und einer Flächengröße von 64.99 Acres (26.30 ha) ausgewiesen. Dieses National Monument wurde 2019 zum National Historical Park umgewidmet. Teile des Parks waren bereits früher als National Historic Landmark District, National Register of Historic Places und National Historic Landmark ausgewiesen worden, wobei Teile gleichzeitig unter verschiedene Schutzausweisungen fallen.

## Geschichtlicher Hintergrund
Reconstruction begann als die ersten Soldaten der US-Army im November 1861 Sklavenhaltungsgebiete der Konföderierte Staaten von Amerika im Beaufort County besetzten. Die weißen Bewohner, weniger als zwanzig Prozent der Bevölkerung, und ein Teil der Sklaven flohen als die US-Army landete und das Gebiet besetzte. 10.000 Afroamerikaner, etwa ein Drittel der damals versklavten Bevölkerung der Sea Islands, weigerten sich, mit ihren Besitzern aus dem Gebiet zu fliehen und blieben. Bei der Reconstruction ging es um die politische Wiedereingliederung der Südstaaten, Wiederaufbau der verwüsteten Wirtschaft der Südstaaten und Erziehung, Ausbildung und Unterstützung der Sklaven. Dabei war der Beaufort County die Probe für die Reconstruction.

## Verwaltung und Teile des National Historical Parks
Das Reconstruction Era National Historical Park steht unter der Verwaltung des National Park Service.
Zum Reconstruction Era National Historical Park gehören die vier Teile:
- Die Darrah Hall in der 1862 gegründete Penn School für befreite Sklaven auf Saint Helena Island.
- Die 1855 erbaute Brick Baptist Church in der Nachbarschaft der Darrah Hall. 1861, nach der Schlacht von Port Royal, übernahmen etwa 8000 befreite Sklaven die Kontrolle über die Kirche.
- Die Old Beaufort Firehouse  in der Innenstadt von Beaufort.
- Camp Saxton Site bzw. Emancipation Grove in Port Royal wo General Rufus Saxton am Neujahrstag 1863 die Emanzipationsproklamation vor einer Versammlung von 3000 ehemaliger Sklaven von den umliegenden Seeinseln öffentlich vorlas. Hier wurden die ersten Afro-Amerikaner in die US Army als Soldaten in der 1st South Carolina Volunteers aufgenommen. Das Gebiet ist jetzt Teil des Marinekrankenhauses Beaufort.[1]